# EF80

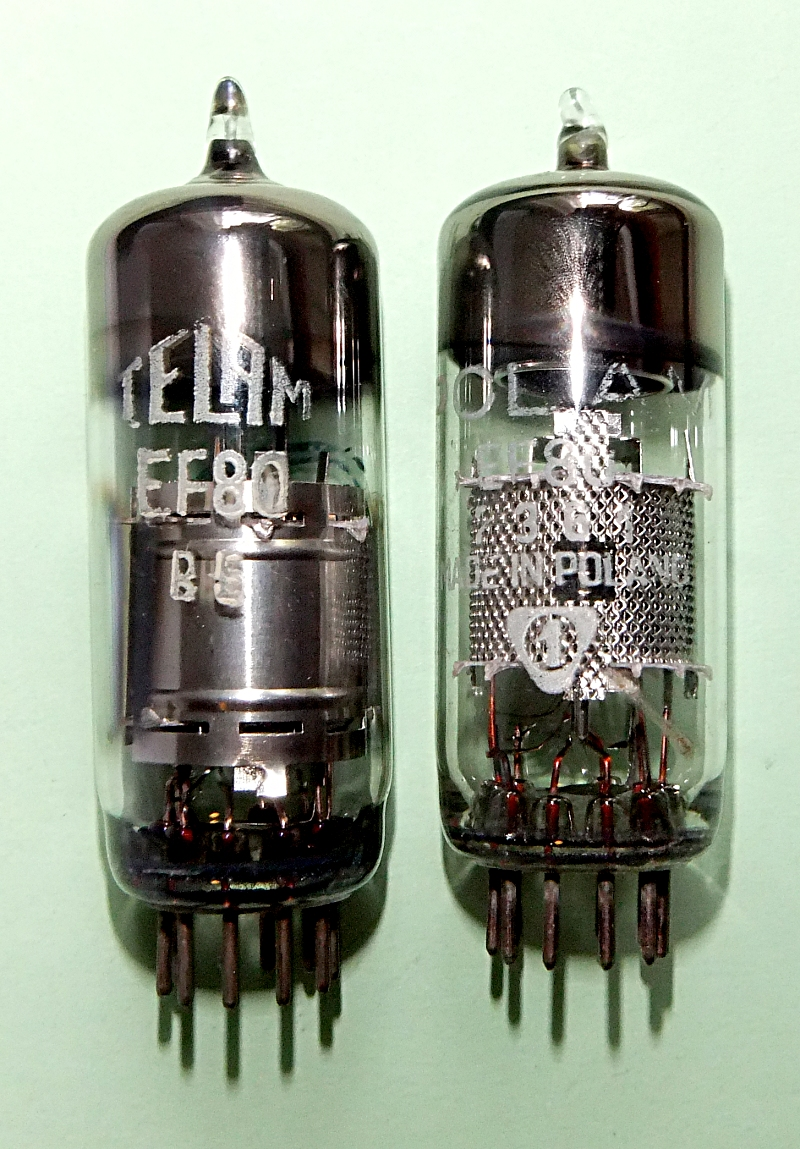
EF80 produkcji polskiej: Telam i Polam

EF80 – lampa elektronowa (pentoda) napięciowa wielkiej częstotliwości o cokole nowalowym,  w erze techniki lampowej bardzo często  stosowana w  elektronicznym  sprzęcie  powszechnego użytku. Została wprowadzona na rynek przez firmę Philips w 1950 r. jako różniąca się  głównie  cokołem  wersja lampy EF50. Lampa ta była produkowana także w Polsce (ZWLE, ponad 1 mln 300 tys. szt.) i stosowana w radioodbiornikach (np. Calypso, Sonata, Domino), telewizorach (np. Belweder, Szmaragd 902), gramofonach, wzmacniaczach audio,  a także  w urządzeniach przemysłowych i laboratoryjnych. Amerykańskim odpowiednikiem  tej lampy jest 6BX6.

## Dane techniczne
Żarzenie:
- napięcie żarzenia  6,3 V
- prąd żarzenia   0,3 A

| Parametr                        | Wartość  |
| ------------------------------- | -------- |
| napięcie anodowe                | 250 V    |
| prąd anodowy                    | 10 mA    |
| nachylenie charakterystyki (Sa) | 6,8 mA/V |
| napięcie siatki pierwszej       | -3,5 V   |
| napięcie siatki drugiej         | 250 V    |

| Parametr                        | Wartość |
| ------------------------------- | ------- |
| napięcie anodowe                | 300 V   |
| moc tracona na anodzie          | 2,5 W   |
| prąd katodowy                   | 15 mA   |
| napięcie siatki drugiej         | 300 V   |
| napięcie włókno żarzenia/katoda | 150 V   |